# تانوس‌تورم
تانوس‌تورم (انگلیسی: Taunusturm) ساختمان اداری ۴۰ طبقه مستقر در شهر فرانکفورت است، که پروژه ساخت آن در سال ۲۰۱۱ آغاز شد و در سال ۲۰۱۴ به بهره‌برداری رسید.